# Championnat de Nouvelle-Calédonie de football 2022
Navigation
Édition précédente Édition suivante
La saison 2022 du Championnat de Nouvelle-Calédonie de football est la onzième édition de la Super Ligue, le championnat de première division en Nouvelle-Calédonie. Les douze équipes engagées sont regroupées au sein d'une poule unique où elles affrontent deux fois leurs adversaires, à domicile et à l'extérieur. En fin de saison, le dernier du classement est relégué tandis que le 11e doit disputer un barrage de promotion relégation face à une formation de deuxième division.
Tiga Sport remporte son deuxième titre de champion de Nouvelle-Calédonie.

## Déroulement de la saison
Le championnat 2022 commence le 9 avril comme il n'y a pas eu de promotion le championnat 2022 passe à 12 équipes.

## Participants
- AS Magenta
- AS Lössi
- Hienghène Sport
- AS Mont-Dore
- AS Wetr
- SC Ne Drehu
- Tiga Sport
- Horizon Patho
- JS Baco
- AS Kunié
- Dumbéa FC
- AS Qanono

## Compétition

### Classement
Le classement est établi sur le barème de points suivant : victoire à 4 points, match nul à 2, défaite à 1.
| Rang | Équipe              | Pts | J  | G  | N | P  | Bp | Bc | Diff |
| ---- | ------------------- | --- | -- | -- | - | -- | -- | -- | ---- |
| 1    | Tiga Sport          | 76  | 22 | 17 | 3 | 2  | 70 | 21 | +49  |
| 2    | Hienghène Sport T C | 70  | 21 | 16 | 1 | 4  | 44 | 24 | +20  |
| 3    | AS Magenta          | 64  | 22 | 13 | 3 | 6  | 38 | 24 | +14  |
| 4    | SC Ne Drehu         | 60  | 22 | 10 | 8 | 4  | 41 | 27 | +14  |
| 5    | AS Kunié            | 56  | 22 | 11 | 1 | 10 | 47 | 38 | +9   |
| 6    | AS Mont-Dore        | 54  | 22 | 8  | 8 | 6  | 35 | 31 | +4   |
| 7    | Horizon Patho       | 47  | 21 | 5  | 9 | 7  | 39 | 45 | -6   |
| 8    | AS Qanono           | 46  | 22 | 6  | 6 | 10 | 32 | 51 | -19  |
| 9    | AS Wetr             | 45  | 22 | 5  | 8 | 9  | 35 | 36 | -1   |
| 10   | AS Lössi            | 44  | 22 | 6  | 4 | 12 | 23 | 37 | -14  |
| 11   | Dumbéa FC           | 39  | 22 | 4  | 5 | 13 | 26 | 50 | -24  |
| 12   | JS Baco             | 27  | 22 | 1  | 2 | 19 | 22 | 68 | -46  |

|  | Qualification pour les play-off pour la Ligue des champions de l'OFC 2023                                                                        |
|  | Barrage de relégation |
|  | Relégation en deuxième division |
|  | T : Tenant du titre C : Vainqueur de la Coupe de Nouvelle-Calédonie P : Promu de deuxième division En italique : club basé dans les îles Loyauté |

### Barrages
Dumbéa FC  le 11e de Super Ligue rencontre Ponérihouen le champion de la Promotion d'Honneur Nord et remporte le match 3 à 1, Dumbéa se maintient en Super Ligue.
L'ASC Gaïca, champion de Promotion d'Honneur Sud doit affronter le champion des îles, Trio Sport Kejëny,  pour une place en Super Ligue. Gaïca gagne 2 à 1 et est promu en première division.

## Bilan de la saison
| Championnat de Nouvelle-Calédonie de football 2022 |                       |
| Champion                                           | Tiga Sport (2e titre) |
| Coupes et trophées                                 |                       |
| Vainqueur de la Coupe de Nouvelle-Calédonie 2022   | Hienghène Sport       |
| Qualifications continentales                       |                       |
| Ligue des champions de l'OFC 2023                  | Tiga Sport            |
| Ligue des champions de l'OFC 2023                  | Hienghène Sport       |
| Promotions et relégations                          |                       |
| Promus en Super Ligue                              | ASC Gaïca             |
| Relégués en Promotion d'Honneur                    | JS Baco               |